# Кроткая
«Кро́ткая» — повесть Фёдора Михайловича Достоевского (в оригинале автора — фантастический рассказ). Одно из последних произведений писателя, впервые опубликованное в ноябрьском выпуске «Дневника писателя» за 1876 год.

## История создания
Задумана в 1869 году. Написана очень быстро — за три недели, в период с конца октября до 19 ноября 1876 года. Достоевский в этой повести хотел показать «человека из подполья», или даже точнее, «человека из подвала», «человека из подземелья».

## Персонажи

### Главные
- Кроткая
- Ростовщик

#### Второстепенные
- Лукерья
- Шредер
- Тётки

## Содержание
Вначале предлагается небольшое введение от автора. В нём он поясняет, что рассказ назван «фантастическим» единственно потому, что это «поток мыслей» рассказчика, которые как будто подслушал и записал стенограф. Здесь же автор даёт понять, что речь пойдёт о муже, жена которого покончила жизнь самоубийством.
Повесть рассказывает историю жизни женщины, которая оказывается замужем за ростовщиком. Интересно то, что рассказчик не называет ни своего, ни её имени. Повесть показывает замысел Достоевского о палаче и жертве, выразившийся здесь в виде мужа-деспота и жены, его жертвы. Также автор хотел показать реалии того времени. От безденежья девушка решает выйти замуж за человека, которого она не только не любила, но и презирала его и его род занятий. Кроткая пытается взбунтоваться против такой жизни и против своего мужа, которого она даже была намерена убить, чтобы прекратить человеческие мучения: не только свои, но и тех людей, которые были зависимы от него, которые закладывали своё последнее имущество за копейки под большой процент. Эти мучения проявлялись не в ссорах и не в физическом издевательстве, а преимущественно в постоянном молчании, которое стало царить между мужем и женой через некоторое время после свадьбы.
Рассказчик часто себе противоречит. Например, так и остаётся непонятным: он женился на «кроткой» из жалости, или для того, чтобы мучить её, мстя всему миру за свою судьбу, как мучил он своих клиентов. Кроме того, мысли рассказчика сумбурны и сбивчивы. Он как бы старается привести их в порядок, что ему удаётся лишь к концу повести, где несчастный добирается до сути дела, ему открывается истина.
Интересна также история самого рассказчика: он был отставным штабс-капитаном блестящего полка (ушёл в отставку добровольно). Там, как и везде, его не любили, а поводом к его отставке стала случайность. После этого он вёл бедную бродяжью жизнь, пока не умерла его родственница, оставившая ему три тысячи рублей. После этого рассказчик и стал ростовщиком, мечтая при этом накопить достаточную сумму и начать новую жизнь.
В конце рассказчик пребывает в порыве доброты и благодеяния: он в ногах у жены (с которой не разговаривал всю зиму), клянётся в любви, обещает счастье. Но как она поняла ранее, с ним нужно было «по-честному»: если любить, то всецело и преданно, или не любить совсем. Но она то ли не смогла сделать выбор в ту или иную сторону, то ли не захотела обманывать рассказчика «полулюбовью». Поэтому повесть завершается очень печально — самоубийством главной героини.

## Экранизации
- В 1960 году актёр и режиссёр Александр Борисов на киностудии «Ленфильм» снял одноимённый фильм. Главные роли исполнили Андрей Попов и Ия Саввина.
- В 1964 году немецкий режиссёр Вилли Шмидтом снял телевизионный фильм «Нежная» по мотивам повести Ф. Достоевского.
- В 1967 году чехословацкий режиссёр Станислав Барабаш снял телевизионный фильм «Кроткая»
- В 1969 году французский режиссёр Робер Брессон  снял фильм «Кроткая» (фр. Une femme douce .
- В 1971 году бельгийский кинорежиссёр Роланд Верхаверт[фр.] снял телефильм Нежная женщина / Een zachtmoedige vrouw по мотивам повести Ф. М. Достоевского «Кроткая»
- В 1985 году польский режиссёр Петр Думала (пол. Piotr Dumala) на студии «Studio Miniatur Filmowy» создал рисованный мультипликационный фильм «Łagodna».
- 1987 — телеспектакль-экранизация, реж. Л. Додин. В главных ролях Татьяна Шестакова и Олег Борисов
- В 1992 году режиссёр Автандил Варсимашвили на киностудии «Арси» снял одноимённый фильм. В фильме снимались: Лев Дуров, Нино Тархан-Моурави, Мурман Джинория, Михаил Кикачеишвили, Иза Гигошвили, Марика Гарсеванишвили, Мамука Лория и др. Сценарист: А. Варсимашвили. Оператор: М. Магалашвили. Художник: М. Чавчавадзе. Композитор: В. Кахидзе. Звукорежиссёр: И. Манджгаладзе. Продолжительность фильма: 70 мин. (Грузия, Россия, Италия)
- В 1995 году польский режиссёр Мариуш Трелиньский снял одноимённый фильм. В фильме снимались: Януш Гайос, Доминика Осталовска, Данута Стенка. Продолжительность фильма: 93 мин.
- В 1999 году американский режиссёр Рафаэль Наджари[англ.] по мотивам повести снял фильм Оттенок[англ.]
- В 2000 году режиссёр Евгений Ростовский снял одноимённый фильм. В фильме снимались: Диана Вишнева, Фарух Рузиматов, Роман Жилкин, И.Ториашвили, О.Обуховская, О.Евстигнеева, Н.Шольц. Сценарист: Е.Ростовский. Операторы: Г.Егоров и В.Рощин. Балетмейстер: В.Романовский. Композитор: Е.Ростовский. Звукорежиссёр: Сергей Синявский. Монтаж и спецэффекты: В.Хаттин, Е.Ростовский, А.Петров. Продолжительность фильма: 75 мин. Премьера фильма состоялась в 2000 году в музее Ф. М. Достоевского в Санкт-Петербурге.
- В 2015 году режиссёр Элла Архангельская сняла фильм «Клетка». В фильме снимались: Даниил Спиваковский, Елена Радевич, Михаил Горевой, Дмитрий Нагиев, Евгений Кулаков, Ирина Рахманова, Ёла Санько, Дмитрий Проданов, Александр Кабанов, Анвар Либабов. Продолжительность фильма: 120 мин. Премьера фильма состоялась 17.09.2015.
- В 2017 году, украинский режиссёр  Сергей Лозница снял совместный фильм  Франции, Украины, Германии, Литвы, Латвии, Нидерландов и России «Кроткая» по мотивам одноимённого рассказа Ф. М. Достоевкого
- В 2017 году российский режиссёр Анна Дыхно сняла короткометражный фильм «Кроткая» по повести Ф. М. Достоевского.

## Театральные постановки
- 1981 — «Кроткая»; режиссёр Лев Додин — БДТ. В роли Ростовщика Олег Борисов.
- 1985 — «Кроткая»; режиссёр Лев Додин — МХАТ. В роли Ростовщика Олег Борисов.
- 2006 — «Кроткая. DreamweaveR»; режиссёр Юлия Панина; в главной роли Дмитрий Поднозов.
- 2009 — «Кроткая»; режиссёр Ирина Керученко — МТЮЗ. В роли Ростовщика Игорь Гордин. В 2013 году был снят телеспектакль.
- 2010 — «Кроткая», фильм-спектакль; режиссёр Наташа Князева, Одесский молодёжный театр-студия синема-центр Тур де Форс. В роли Ростовщика Марков Сергей, в роли Кроткой — Сокур Светлана.[1]
- 2010 — «Кроткая», Инсценировка и постановка: Андрей Гаврюшкин, Санкт-Петербургский театр «Мастерская». В роли Ростовщика — Андрей Гаврюшкин, в роли Кроткой — Полина Воробьёва. Премьера состоялась 25 сентября 2010 года.[2]
- 2010 — «Дело номер…»; режиссёр Влада Белозоренко — Херсонский областной академический музыкально-драматический театр. В роли Ростовщика — заслуженный артист Украины Сергей Кияшко.[3]
- 2012 — Монотеатр «МИФ», режиссёр — Юрий Одинокий. В главной роли заслуженный артист Украины Михаил Фица.
- «Кроткая» Севастопольский театр юного зрителя, в роли ростовщика Матвей Черненко.
- 2013 — «Кроткая», Киев, мастерская театрального искусства «Созвездие»; режиссер — Локтионов Евгений; в ролях: Корженевский Андрей, Локтионова Марина, Бинеева Алла.
- 2015 — «Кроткая»; МХАТ им. Максима Горького, режиссёр — Анатолий Владимирович Семёнов, в ролях Сергей Кисличенко, Арина Алексеева и Наталья Моргунова.
- «Кроткая»; Муниципальный театр «Русский стиль» им. М. М. Бахтина, г. Орёл, режиссер Владимир Дель. В ролях: Любовь Литвиненко, Александр Столяров, Анна Аленчева.
- 2016 — спектакль-квест «Кроткая», режиссёр Яков Ломкин — Культурный центр «Хитровка». В главных ролях — актёры театра Сатирикон Сергей Громов и Игорь Гудеев.
- 2021-  "Кроткая" ; Режиссер Ирина Молянова- Пермский театр "Век жизни"
- 2022 - "Кроткая"; Малый театр. В роли Ростовщика- народный артист России Сергей Гармаш.
- 2024 - «Кроткая. Монтаж» ТЮЗ им. А.А.Брянцева. Постановка Артёма Злобина.
- 2024 - "Кроткая" - учебный театр "Диагональ" реж. Екатерина Федотова.